# Mount Lunde
Mount Lunde ist ein Bergkamm im ostantarktischen Enderbyland. Er ragt unmittelbar südlich des Mount Gleadell im westlichen Teil der Tula Mountains auf.
Teilnehmer einer von Mannschaft unter der Leitung des deutsch-australischen Geologen Peter Wolfgang Israel Crohn (1925–2015) sichteten ihn im Oktober 1956 im Rahmen der Australian National Antarctic Research Expeditions. Das Antarctic Names Committee of Australia (ANCA) benannte den Berg nach Jan Lunde, Dieselaggregatmechaniker auf der Wilkes-Station im Jahr 1960.